# 明智光秀
明智光秀（日语：／ Akechi Mitsuhide，1516年或1528年—1582年7月2日），出身於美浓国的土岐源氏支脈。通稱十兵衛，雅號咲庵。其父明智光綱早逝，受叔父明智光安照顾。正室為妻木熙子（實為光秀第二任妻子），嫡男是光慶，三女是玉子。

## 經歷

### 早年
根據明智軍記記載，明智光秀最初侍奉美濃明智城主齋藤道三，亦成為斋藤氏家臣。因義龍和道三內亂，光秀支持道三並進攻義龍方的明智城，道三長良川戰死後，光秀及家人先赴若狹投靠武田氏，再前往越前朝仓氏仕於朝倉義景，以及細川藤孝、足利義昭。後來随足利义昭一同投靠织田信长。

### 信長家臣時代
義昭與信長結盟後，以義昭幕僚身分因功受信長重用。1568年協助攻打觀音寺城，永祿12年（1569年）1月5日，三好三人眾襲擊義昭的宿所本圀寺，光秀成功地協助義昭抵禦。同年4月，與木下秀吉、丹羽長秀、中川重政共同於織田氏支配下擔任京都周邊政務，京都奉行。
元龜元年（1570年）4月28日，光秀於金崎之戰中，信長由於淺井長政背叛而撤退，以池田勝正隊3,000人為主，與秀吉共同擔任殿後任務。4月30日與長秀一同前往若狹國從武藤友益取回人質，將城館破壞後，於5月6日返回京都。同年9月也參加志賀之陣，兵力約300至400人，期間乘隙向宇佐山城及滋賀郡等周圍的土豪進行懷柔政策。
元龜2年（1571年），在三好三人眾出兵近畿時，明智光秀正式改投織田家前往攝津國參戰，當年9月參與進攻比叡山，因功被分封到近江國滋賀郡5萬石，並築起坂本城。天正3年（1575年）賜姓惟任，官至從五位下日向守。

### 一國之主
明智光秀成為城主後，參加天正3年（1575年）的高屋城之戰、長篠之戰，以及越前一向一揆殲滅戰。肅清內亂再被任命攻打丹波國，包圍黑井城時，因丹波國人眾八上城主波多野秀治背叛而敗退。
天正4年（1576年）4月，參加進攻石山本願寺的天王寺之戰，5月5日遭到反攻，司令官塙直政戰死。光秀於進攻天王寺砦之際陷入苦戰，並向信長求援。5月23日因過勞重病，7月才回復健康。但11月7日正室煕子於坂本城病死。
天正5年（1577年）參與進攻雜賀。同年10月，參與進攻信貴山城之戰並將之攻陷。同月再度展開丹波攻略長期戰。於攻陷龜山城作為據點後，繼續包圍堅城八上城，並於丹波各地轉戰。
天正6年（1578年）4月29日，向播磨派出援軍支援秀吉，進攻毛利家。6月參與進攻神吉城。10月下旬，荒木村重背叛，光秀參與有岡城之戰。
天正7年（1579年），丹波攻略進入最終階段，2月八上城陷落。8月9日黑井城陷落，成功擊敗波多野秀治後，於天正8年（1580年）成為丹波一國之主，增加29萬石，總俸高34萬石。接著光秀在該地築起了新的龜山城及福智山城（橫山城），成擁有指揮織田家附近城主權力的重要武將。由於丹後國長岡（細川）藤孝、大和國筒井順慶等近畿地方的織田大名都成為光秀的寄騎，他的支配地包括丹波、滋賀郡、南山城，自近江至山陰方向等畿内方面軍，多數在近畿地方，總石高240萬，光秀亦被稱為「近畿管領」（與關東管領不同，純粹是一個稱呼，並非實在的官位）
天正10年（1582年）3月5日，參加討伐武田氏的最終戰（甲州征伐），擔任織田信忠軍的戰闘主力，4月21日返回。

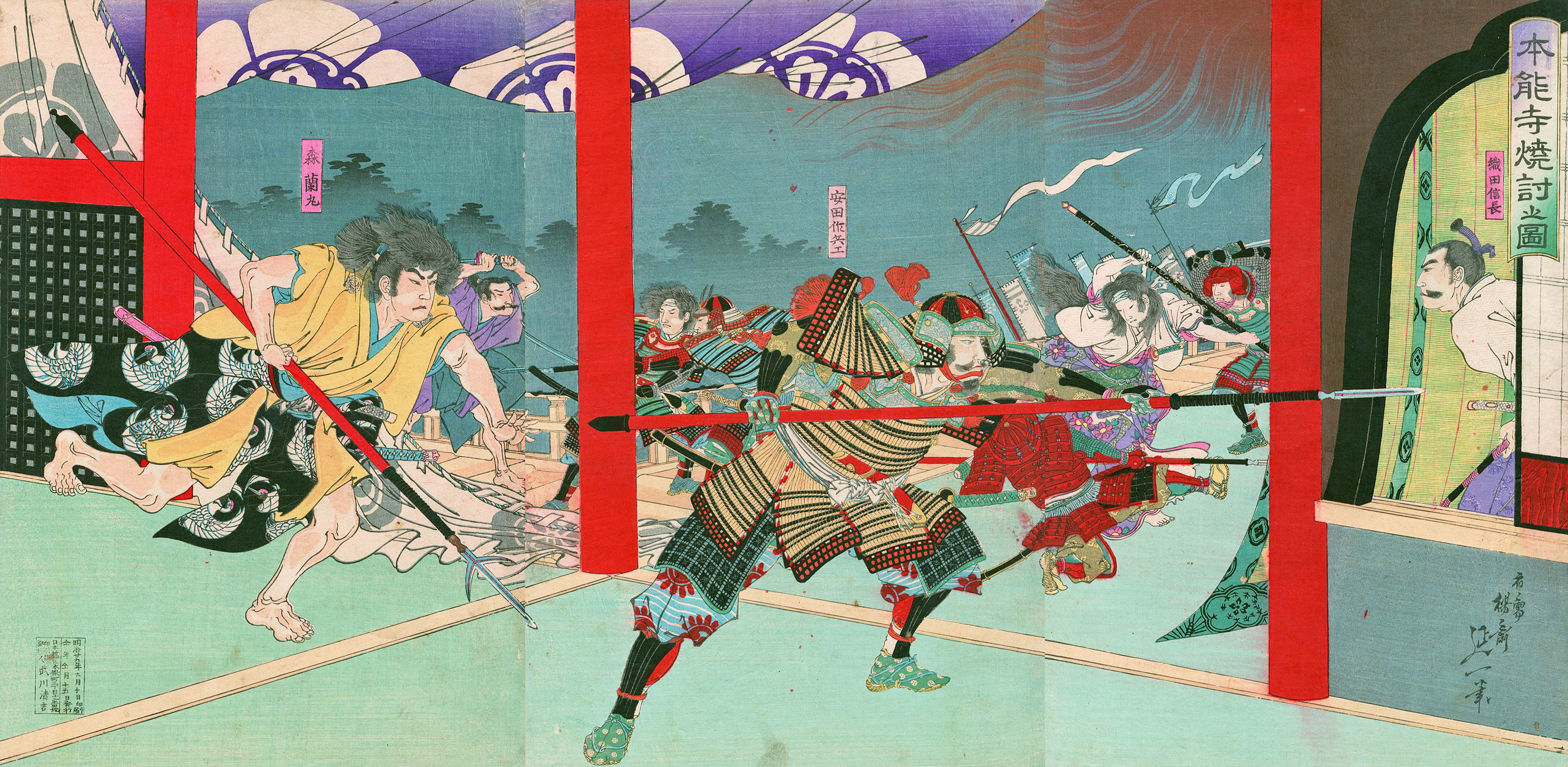
本能寺之变

### 本能寺之变
天正10年（1582年）5月，光秀被解除招待德川家康的任務，前往支援秀吉進攻毛利家，並於6月2日（6月21日）早上出陣。途經龜山城内的柴野附近時，光秀向重臣傳達討伐信長之意，導致本能寺之變。
路易斯·弗洛伊斯於《耶穌會日本年報》上記載當時光秀率軍衝入本能寺並向信長射箭；當時的權中納言山科言經的《言經卿記》亦明記發生時間與光秀衝入本能寺。《明史》也曾記載日本一部分該段歷史，但可能源自於聽說，因此文中出現阿奇支為信長的參謀、最後信長被明智所殺的記載。
2017年3月20日，織田信長與明智光秀兩家的後代共同出席茶會活動，為400年前的本能寺之變上演握手和解。

#### 叛變謎团
明智光秀為何突然叛變織田信長，以下為主要幾種說法：
- 野望說

此一說是圖謀天下的光秀的單獨犯行，其根據來自《愛宕百韻》的連歌，發句是「時は今、雨が下しる、五月哉」（「今日時節，細雨紛飛五月天」）。
- 怨恨說

- 在天目山之戰後，信長邀請德川家康參加慶功宴，當時光秀負責接待家康的工作，但信長因為不滿光秀的招待品太過昂貴以及嫌湖里的魚味道有異，因此斥責光秀，並命令由其他人負責工作，在家臣的勸阻下，才由光秀繼續接待。
- 當光秀攻下波多野氏的八上城後，信長決意斬殺波多野秀治和波多野秀尚，結果在交換人質前惹怒了波多野的家臣將光秀的母親（亦有說是並非光秀真正的母親）殺害。
- 在征伐武田勝賴之時，光秀因為失言被信長斥責，然後信長的侍童森蘭丸以鐵扇打光秀。
- 坂本城的城主將由森蘭丸就任，因而光秀會失去該地的領土。
- 光秀屢立戰功，但織田軍的大權卻逐漸落在與光秀有過節的秀吉手裡，光秀逐漸被冷落，使光秀心生不滿。

- 四國說

光秀的重臣齋藤利三與四國大名長宗我部元親有姻親關係，但在1580年信長開始對四國進行侵略，齋藤利三集合討伐四國的武士，實際上在本能寺攻擊信長。
- 不安說

- 信長在長篠之戰後放逐了佐久間信盛和林秀貞，光秀擔心信長會對家中的重臣進行大規模的放逐，為免失去一切，於是嘗試謀反。
- 又依甲陽軍鑑，光秀曾暗通武田勝賴，至武田氏滅亡後避免事發，故先下手弒殺信長。

- 幕府再興

- 在發動本能寺之變前，有傳光秀有意將足利義昭復興，於是征伐中國時，將信長解決，藉機製造混亂，讓義昭有機會回京。
- 2017年9月11日，三重大學日本教育學系歷史專家藤田達生教授表示，尋獲一封光秀簽署的書信正本，書信正本長約57厘米，闊11.5厘米，相信寫於本能寺之變發生後10日，專家根據信中的花押和筆迹，判斷書信是由光秀所寫，給予反信長派的武將土橋重治，而從摺痕看來，書信是以密函方式送出；光秀在信中寫道，被信長驅逐出京畿的將軍已接受其邀請重返京畿，可見光秀打算重振室町幕府，雖然信中完全沒有提到義昭的名字，但藤田達生教授根據其中的遣詞用字，判斷信中接受邀請的人實際上就是義昭。該封書信目前於岐阜縣美濃加茂市收藏，之前有關書信的複製本保存於東京大史料編纂所。

- 黑幕

關於黑幕的說法，支持者總會在事件中加上另一位人物的名字，當中以德川家康和羽柴秀吉最為常見。
- 當時德川家康的長男德川信康被信長下令切腹，家康擔心自己的將來，於是想到暗殺信長。
- 羽柴秀吉的說法是因為受到佐久間信盛和林秀貞被放逐後的影響。另外這兩人在政治、軍事上也是最有動機，故也有野心之說。其他的說法有織田信忠、細川藤孝等。

- 入唐

包含與光秀有同血脈的明智憲三郎考據：光秀是信長接待外臣的要員之一；他知悉信長在聽取有關明國國勢中衰時，頗有取道朝鮮、入唐的戰略。再者，信長已經定下移封光秀至南九州的計劃，光秀無從表達之餘，亦恐冒國人反抗、領地收回、光秀切腹的懲罰（例如後來佐佐成政的事例），前景難料。由於光秀希冀和平，暗裏大為反對（後世實行信長入唐計劃的有秀吉以及明治維新以後的日本政府，都是動用舉國力量，將國勢擴張至國外的思維），遂冒著只要信長一死就再無人能大舉殘害國民生命的風險而叛變。
- 取代說

信長想要廢除天皇並自立，所以光秀心中不安而叛變。
- 同性戀說

信長、森蘭丸與光秀可能都有同性戀關係，明智出於嫉妒或想搶奪森蘭丸而做出叛變。

### 身死
光秀在6月3日至4日期間費力勸降諸方勢力，尤其希冀細川藤孝跟筒井順慶加入己方，但多數織田家臣不齒光秀弒主皆回絕，少數支持者都是實力不成氣候的小勢力。6月5日，光秀進入安土城，將信長貯藏的金銀財寶等名物分給家臣。7日，朝廷派敕使吉田兼和拜訪光秀，維持京都地方的治安。9日，正準備前往京都時，光秀接到了秀吉回師的消息後，出兵山崎。
6月13日，羽柴軍約2萬7千（池田恒興4,000、中川清秀2,500、織田信孝、丹羽長秀、蜂屋賴隆等8,000。此外，也有稱羽柴軍兵力4萬餘的史料），明智軍約1萬7千於天王山山麓的山崎展開決戰（現在的京都府大山崎町及大阪府島本町附近）（山崎之戰）。由於被黑田孝高佔據地形優勢，加上光秀因弒主之事而不得人心，致使明智軍被擊潰。光秀欲循小路逃回阪本，卻於當日深夜在伏見小栗栖遭到狩獵落敗武士的土民的襲擊所殺（一說其身負重傷後由家臣溝尾茂朝為之介錯而死）。首級被送往京都栗田口梟首示眾。
|                  | 順逆無二門，大道徹心源。五十五年夢，觉来归一元。 |
| ——明智光秀辞世诗 |                                                  |

羽柴秀吉在光秀死後率軍攻破坂本城，將光秀與其黨羽的血族全部殺光。

## 人物
- 據說明智光秀是禿頭，信長老是以此取笑光秀，但實際情況不明，也不排除信長以其「光秀」二字取笑。因为“光”与“秀”各取一半重新拼合便是一个“秃”字。
- 在葡萄牙耶穌會傳教士路易斯·弗洛伊斯編纂的《日本史（日语：フロイス日本史）》中，對光秀有如此描述：
  - 「憑藉著才智、深謀、狡猾得到信長的寵愛」
  - 「喜好背叛與密會」
  - 「將自己偽裝的不引人注目，擅長關於戰爭的謀略，富於忍耐力，是計謀與策略的高手。向朋友吹噓自己掌握、精通了72種欺人之術」
  - 「擁有高深的築城造詣，建築手腕優秀」
  - 「深諳利用主君恩典之道」、「在保有並增加自身的恩寵上異常地機敏」、「從不對獻給信長之物有所懈怠，為了獲得親愛，對信長的喜好瞭若指掌，關於其嗜好和希望也是從不違逆」、「他(光秀)的種種舉措博得了信長的同情，但也有一部分人目擊到他對於服侍信長並不熱心，所以他會在必要的場合故意流淚，並裝的像是發自內心的一般」
  - 「科刑殘酷」、「獨裁」、「遴選熟悉戰陣之士並加以掌握」
  - 「在殿內(織田家中)被視為外來者，幾乎所有人都看他不順眼」
  - 「其子女都非常美麗優雅，彷彿歐洲的王族一般」
- 在宗教事務上，被佛洛伊斯稱之為「惡魔(佛教、神道教)與偶像崇拜的強力友人」，對於耶穌會「表現冷淡並帶有敵意」。
  - 佛洛伊斯對光秀採取比較批判的描述，亦可能與兩者間緊張的關係有關。
  - 不過，史料上也並無光秀迫害天主教的紀載，甚至在本能寺之變時留有其旗下小姓給予傳教士庇護的紀錄（曾經說服過信奉基督教的高山重友）。
- 在本能寺之變信長死亡後，光秀立即佔領安土城，將安土城的資產，強行搬運到坂本城，有人將之視為盜賊行徑。
- 光秀喜歡和歌及茶道，此外他在領內有良好的政治手腕，當時地方上對光秀的善政抱有好感。
- 相傳光秀之妻熙子在過門之前，曾感染天花。雖然後來痊癒，卻在臉上留下疤痕。熙子家人怕光秀嫌棄，私下願以熙子之妹代替，但光秀在識破後卻不以為意地迎娶熙子。兩人婚後感情相當堅貞。熙子還曾於光秀流浪各國時，剪髮變賣、換取錢穀。某些史料稱熙子後來在光秀某次重病時，日夜看護至積勞成疾而逝。但也有本能寺之變後，熙子在羽柴軍包圍坂本城時自害的說法。
- 光秀在當時以善使鐵炮（火繩槍）的高手聞名，侍官於朝倉家時，曾以用鐵炮射下約45公尺外的飛鳥而技驚四座。

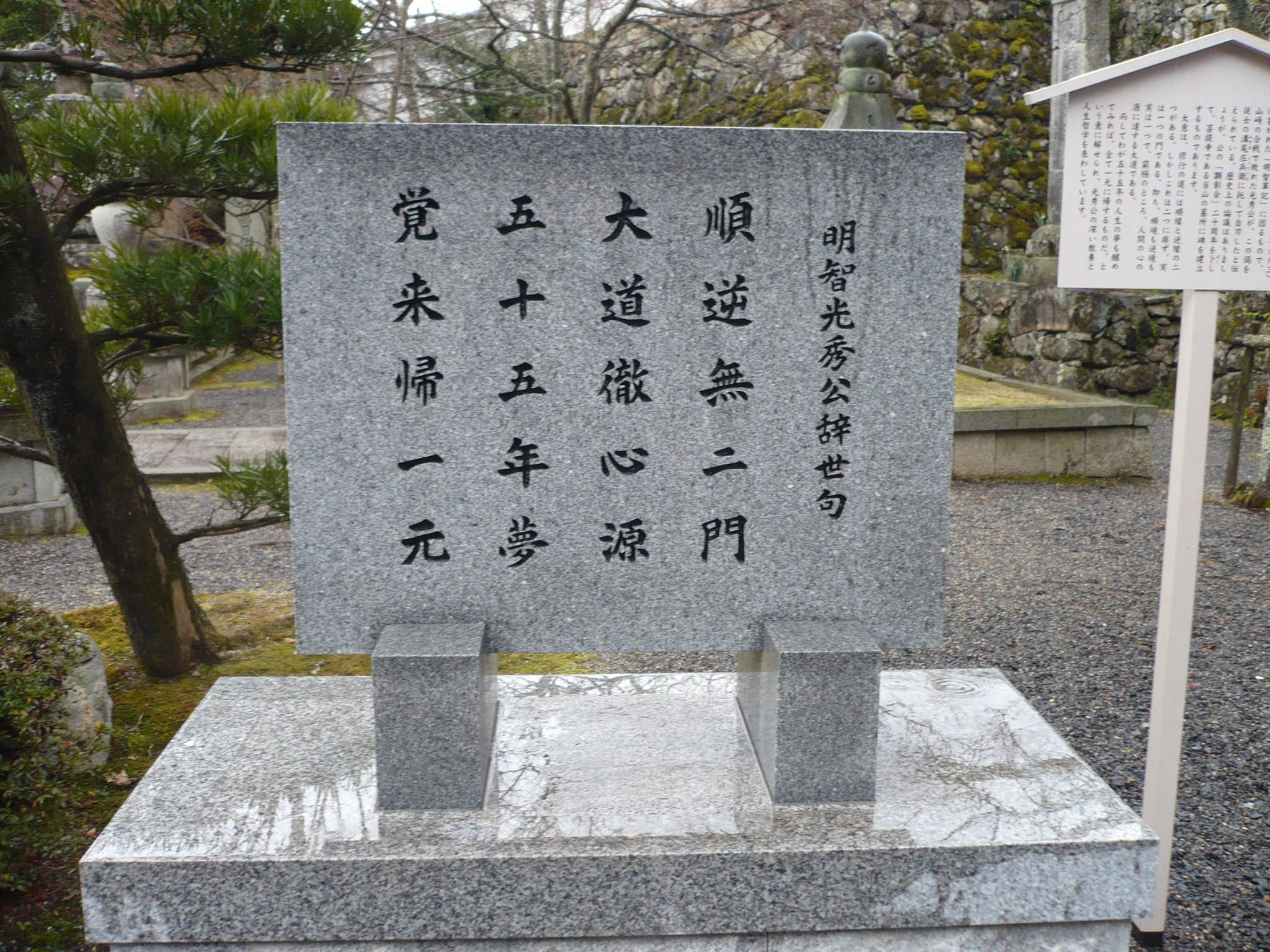
西教寺内的明智光秀辞世诗之碑

### 生年爭議
關於明智光秀的享年及生年的諸多記載如下：
- 辭世之句有「五十五年夢」的記載。
- 《明智軍記》記載為天正10年6月14日（1582年7月3日）死去，享年55歲，《武家聞傳記》為70歲。
- 《明智系圖》記載光秀生年月日為享禄元年3月10日（1528年3月30日）
- 《明智一族宮城家相傳系圖書》為享禄元年8月17日（1528年8月31日）
- 《細川家記》為大永6年（1526年）
- 《当代記》記載為67歳（永正13年（1516年）生）
- 《明智物語》記載光秀於天文18年（1549年）元服

## 南光坊天海傳說
相傳在山崎之戰中，光秀早已離開、沒被殺害，並改姓名為南光坊天海、幫助德川家康推翻豐臣秀吉。以下是這傳說的根據：
1. 日光東照宮有名身穿明智家桔梗紋的謎之武將雕像存在。
2. 日光山輪光寺有處瀑布名叫「明智平」。
3. 秀忠的「秀」和家光的「光」，家康後繼者們的名字有著光秀這兩字。
4. 歷史記載：光秀死於天正10年（1582年），但是在比叡山飯室谷長壽院旁的不動庭之石燈上，卻刻著感謝光秀布施的「奉寄進　願主光秀　慶長二十年二月十七日」（1615年）。
5. 有被認為可能是天海所穿戴過的鎧甲留下
6. 天海說服德川家康，讓昔日光秀的家老—齋藤利三的遺子於福（日後的春日局）成為德川家光的奶娘且受到重用。
7. 天海過世之後，諡號為慈眼大師，但是在京都府的慈眼寺竟然也同時祭拜著明智光秀的牌位，其表刻著「主一院殿前日州明叟原玄智大居士神儀」，背面刻道「順逆無二門　大道徹心源　五十五年夢　覺來歸一元」，即光秀的辭世詩。
8. 東京特別節目（2000年8月6日、TBS系列「日立 世界・不思議発見!」放映）進行了筆跡鑑別，出現「和本人極像，又或者是親近的人」的結果。
9. 在方廣寺鐘銘事件與大坂冬之陣中，天海對豐臣家採取趕盡殺絕的主張與計策。

雖然如此，現今卻沒有留下確實的證據，而且把他們一生重整的話，將達116歲（記錄為108歲；相較之下，另一派主張天海為光秀女婿－明智秀滿的說法，則在年齡上較為合理），以當時來說不太合理，因此還是沒法確定他們是否同一人。
而且也有以下反論：
1. 桔梗紋是許多自稱清和源氏出身的武將常使用的，包含山縣昌景跟加藤清正都使用桔梗紋。自稱源氏的德川家在東照宮設置有桔梗紋的雕像並不奇怪。
2. 秀忠的「秀」來自豐臣秀吉，家光之名也是以心崇傳所取。
3. 天海有僧兵出身的說法，有鎧甲留下也不奇怪。
4. 慈眼乃是頗為常用的佛教用語，全日本有約三十座慈眼寺，並非因為天海而來。
5. 比叡山的石碑很可能是後世偽造。
6. 特别节目的结论其实是说虽然几个字有一定的相似度，但总体上看，并不是一个人。

## 登場作品
小說
- 幽鬼（新潮社、井上靖著）
- 國盗物語（新潮社、司馬遼太郎著）
- 花落：智將明智光秀（新潮社、笹澤左保著）
- 逆軍之旗（青樹社、藤澤周平著）
- 桔梗旗風（文藝春秋、南條範夫（日语：南條範夫）著）
- 明智光秀（文藝春秋、早乙女貢（日语：早乙女貢）著）
- 明智光秀（学陽書房、櫻田晉也（日语：桜田晋也）著）
- 明智光秀與齋藤利三（學陽書房、山元泰生（日语：山元泰生）著）
- 明智光秀（PHP研究所、德永真一郎（日语：徳永真一郎）著）
- 鬼與人：信長與光秀（PHP研究所、堺屋太一著）
- 明智光秀 真願天下太平的武將（PHP研究所、嶋津義忠（日语：嶋津義忠）著）
- 本能寺之變（講談社、津本陽（日语：津本陽）著）
- 明智光秀 本能寺之變（講談社、濱野卓也（日语：浜野卓也）著）
- 霸王的番人（講談社、真保裕一（日语：真保裕一）著）
- 虛謊光秀（講談社、赤堀悟著）
- 反・太閤記－光秀霸王傳（學習研究社、桐野作人（日语：桐野作人）著）
- 光秀的十二日（新人物往来社、羽山信樹（日语：羽山信樹）著）
- 明智光秀的生涯―歴史随想（近代文藝社、二階堂省著）
- 湖影（KTC中央出版、中島道子（日语：中島道子）著）
- 本能寺（角川書店、池宮彰一郎（日语：池宮彰一郎）著）
- 大逆本能寺（角川書店、円堂晃著）
- 光秀的定理（角川書店、垣根涼介（日语：垣根涼介）著）
- 明智光秀－分道揚鑣（恒文社、鷲尾雨工（日语：鷲尾雨工）著）
- 事已至此（青林堂、山口敏太郎（日语：山口敏太郎）著）
- 明智光秀物語 淺淺夢見（廣濟堂（日语：廣済堂）、高橋和島（日语：高橋和島）著）
- 天眼－光秀風水綺譚（河出書房新社、戶矢學（日语：戸矢学）著）
- 明智光秀－並非謀叛（學研、大栗丹後（日语：大栗丹後）著）
- 明智軍戰記（學研、神宮寺元著）
- 明智光秀轉生～從逆賊到江戶幕府黑手～（海鳥社、伊牟田比呂多著）
- 本能寺之變 實行謀反人 光秀（幻冬舍、岡野正昭著）
- 雙重間諜 明智光秀（幻冬舍、波多野聖（日语：波多野聖）著）
- 明智大戰記（德間書店、竹中亮著）
- 明智光秀：邁向本能寺之道（文化社（日语：ぶんか社）、池端洋介著）
- 奇幻戰爭小說八百鬼（明日工作室、振鑫著）
- 信長之笑、光秀之涙（雙葉社、辻大悟著）
- 信長的軍師外傳 天狼 明智光秀（祥傳社、岩室忍著）
- 明智光秀的密書（祥傳社、井澤元彥（日语：井沢元彦）著）
- 桔梗之旗 明智光秀與光慶（潮出版社、谷津矢車（日语：谷津矢車）著）
- 光秀夢幻（實業之日本社（日语：実業之日本社）、太田滿明著）
- 毒牙 義昭與光秀（KADOKAWA、吉川永青（日语：吉川永青）著）
- 喧喧竹之森：明智光秀的末路（榮光出版社、伊東真夏著）
- 安土城築城異聞（未知谷、澤井繁男（日语：澤井繁男）著）

影視作品
- 敵在本能寺（1960年、松竹、演：松本幸四郎（日语：松本白鸚 (初代)））
- 忍者（日语：忍びの者#テレビドラマ）（1964年、NET、演：栗塚旭）
- 德川家康（1964年、NET、演：小山田宗德（日语：小山田宗徳））
- 太閤記（日语：太閤記 (NHK大河ドラマ)）（1965年、NHK大河劇、演：佐藤慶）
- 天與地（1969年、NHK大河劇、演：近藤洋介）
- 國盜物語（日语：国盗り物語 (NHK大河ドラマ)）（1973年、NHK大河劇、演：近藤正臣）
- 新書太閤記（日语：新書太閤記#新書太閤記（NETテレビ））（1973年、NET、演：中山仁）
- 黃金的日子（日语：黄金の日日）（1978年、NHK大河劇、演：内藤武敏）
- 忍者武藝帖 百地三太夫（日语：忍者武芸帖 百地三太夫）（1980年、東映、演：濱田晃（日语：浜田晃））
- 女太閤記（1981年、NHK大河劇、演：石濱朗）
- 女子們的大坂城（日语：女たちの大坂城）（1983年、YTV、演：平泉征）
- 德川家康（1983年、NHK大河劇、演：寺田農）
- 女人風林火山（日语：おんな風林火山）（1986年、TBS、演：佐藤仁哉）
- 太閤記（日语：太閤記 (1987年のテレビドラマ)）（1987年、TBS、演：千葉真一）
- 春日局（1989年、NHK大河劇、演：五木宏）
- 織田信長（日语：織田信長 (1989年のテレビドラマ)）（1989年、TBS、演：篠田三郎）
- 戰國亂世的暴君 齋藤道三 奪取天下的怒濤（日语：戦国乱世の暴れん坊 齋藤道三 怒涛の天下取り）（1991年、ANB、演：海津亮介）
- 信長KING OF ZIPANGU（1992年、NHK大河劇、演：麥克富岡（日语：マイケル富岡））
- 德川家康 戰國最後的勝利者（1992年、ANB、演：磯部勉）
- 獲取天下的男人 豐臣秀吉（日语：天下を獲った男 豊臣秀吉）（1993年、TBS、演：隆大介）
- 森蘭丸：戰國騰躍的若獅子（日语：森蘭丸〜戦国を駆け抜けた若獅子〜）（1993年、TVA、演：目黑祐樹（日语：目黒祐樹））
- 戰國武士的有給休假（日语：戦国武士の有給休暇）（1994年、NHK、演：清水紘治）
- 織田信長（日语：織田信長 (1994年のテレビドラマ)）（1994年、TX、演：小野寺昭）
- 秀吉（1996年、NHK大河劇、演：村上弘明）
- 影武者織田信長（1996年、ANB、演：夏八木勳（日语：夏八木勲））
- 德川之女（日语：徳川の女）（1997年、TX、演：中山昭二）
- 織田信長 取得天下的傻瓜（日语：織田信長 天下を取ったバカ）（1998年、TBS、演：渡邊一惠）
- 家康最恐懼的男人 真田幸村（日语：家康が最も恐れた男 真田幸村）（1998年、TX、演：田中隆三）
- 利家與松（2002年、NHK大河劇、演：萩原健一）
- 太閤記 被喚為猴子的男人（日语：太閤記 サルと呼ばれた男）（2003年、CX、演：宮迫博之）
- 國盜物語（日语：国盗り物語#新春ワイド時代劇版）（2005年、TX、演：渡部篤郎）
- 太閤記 獲取天下的男人・秀吉（日语：太閤記〜天下を獲った男・秀吉）（2006年、EX、演：風間徹）
- 功名十字路（2006年、NHK大河劇、演：坂東三津五郎（日语：坂東三津五郎 (10代目)））
- 信長之棺（日语：信長の棺#テレビドラマ）（2006年、EX、演：小日向文世）
- 明智光秀 不被神眷顧的男人（日语：明智光秀〜神に愛されなかった男〜）（2007年、CX、演：唐澤壽明）
- 敵在本能寺（2007年、EX、演：中村梅雀）
- 大盗石川五右卫门（2009年、松竹、演：紀里谷和明）
- 寧寧：女太閤記（2009年、TX、演：西村和彥）
- 天地人（2009年、NHK大河劇、演：鶴見辰吾）
- 戰國疾風傳 二人軍師（日语：戦国疾風伝 二人の軍師 秀吉に天下を獲らせた男たち）（2011年、TX、演：高橋和也）
- 江~公主們的戰國~（2011年、NHK大河劇、演：市村正親）
- 信長的主廚（2013年、EX、演：稻垣吾郎）
- 女信長（2013年、CX、演：内野聖陽）
- 濃姬（日语：濃姫 (テレビドラマ)）（2013年、EX、演：岡田浩暉）
- 清須會議（日语：清須会議 (小説)#映画）（2013年、東寶、演：淺野和之（日语：浅野和之））
- 軍師官兵衛 （2014年、NHK大河劇、演：春風亭小朝）
- 信長協奏曲（2014年、CX、演：小栗旬）
- 信長燃燒（日语：信長燃ゆ#テレビドラマ）（2016年、TX、演：石丸幹二）
- 真田丸（2016年、NHK大河劇、演：岩下尚史）
- 女城主 直虎（2017年、NHK大河劇、演：光石研）
- 本能寺酒店（2017年、東寶、演：高嶋政宏）
- 我的金崎（日语：FNS27時間テレビ (2017年)）（2017年、CX、演：杉本哲太）
- 刀劍亂舞-繼承（2019年、東寶、演：嶋村太一）
- 麒麟來了（2020年、NHK大河劇、演：長谷川博己）
- 新・信長公記～同班同學是戰國武將～（2022年、NTV、演：萩原利久）
- 传奇与蝴蝶（2023年、東映、演：宮澤冰魚）
- 怎么办家康（2023年、NHK大河劇、演：酒向芳）

傳統藝能
- 三日太平記（文樂、近松半二（日语：近松半二）、三好松洛及八民平七作）
- 仮名写安土問答（文樂、近松半二、近松東南、近松能輔及若竹笛躬作）
- 繪本太功記（日语：絵本太功記）（文樂、近松柳、近松湖水軒及近松千葉軒作）
- 時今也桔梗旗揚（日语：時今也桔梗旗揚）（歌舞伎、四代目鶴屋南北（日语：鶴屋南北 (4代目)）作）

遊戲
- 戰國BASARA系列（CAPCOM、配音：速水獎）
- 戰國無雙系列/無雙OROCHI系列（光榮、配音：綠川光）
- 仁王（Team Ninja、配音：菅生隆之）
- 美男戰國～穿越時空之戀（配音：武内駿輔）
- 戰刻夜想曲（配音：島崎信長）
- 在茜色世界與君詠唱
- 怪物彈珠
- Fate/Grand Order

動漫畫
- 戰國之血：薔薇的契約（講談社、廣井王子作・湖住不二子畫）
- 戰國鬼才傳（講談社、山田芳裕（日语：山田芳裕）作）
- 織田信奈的野望（富士見書房、春日御影作）
- 漂流武士（少年畫報社、平野耕太作）
- 信長協奏曲（小學館、石井步作）
- 織田肉桂信長（Coamix（日语：コアミックス）、目黑川宇奈作）

## 註解
1. ↑  詳見生年爭議